# جاناتان فریمن (فیلم‌بردار)
جاناتان فریمن (انگلیسی: Jonathan Freeman) یک فیلم‌بردار اهل کانادا است. وی از سال ۱۹۹۳ میلادی تاکنون مشغول فعالیت بوده‌است.
از فیلم‌ها یا مجموعه‌های تلویزیونی که وی در آن‌ها نقش داشته‌است، می‌توان به رستاخیز، لبه عشق، مرا به یاد داشته باش، طبقه پنجم، پنجاه مرده متحرک، رم، والار دوهاریس، فرزندان آشوب، امپراتوری بوردواک، گردان گمشده، ری داناوان و خسارت اشاره نمود.